# Keb' Mo'
Keb' Mo' (nascido Kevin Moore, 3 de outubro de 1951) cantor e guitarrista americano de blues, ganhou o Grammy blues musician três vezes. Atualmente mora em Nashville, Tennessee com sua esposa Robbie Brooks Moore." Seu estilo de blues pós-moderno é influenciado por várias eras e gêneros, incluindo folk, rock, jazz, pop e country. Foi Apelidado "Keb Mo" por seu primeiro baterista, Quentin Dennard.

## Discografia
- Rainmaker (1980)
- Keb' Mo' (1994)
- Just Like You (1996)
- Slow Down (1998)
- The Door (2000)
- Sessions at West 54th: Recorded Live in New York (2000)
- Big Wide Grin (2001)
- Martin Scorsese Presents the Blues: Keb' Mo' (2003)
- Keep It Simple (2004)
- Peace... Back by Popular Demand (2004)
- Suitcase (2006)
- Live and Mo' (2009)
- The Reflection (2011)
- BLUESAmericana (2014)